# Бах-ан-дер-Донау
Бах-ан-дер-Донау (нім. Bach an der Donau) — громада в Німеччині, розташована в землі Баварія. Підпорядковується адміністративному округу Верхній Пфальц. Входить до складу району Регенсбург. Складова частина об'єднання громад Донаустауф.
Площа — 14,82 км2. Населення становить 1834 ос. (станом на 31 грудня 2020).

## Галерея

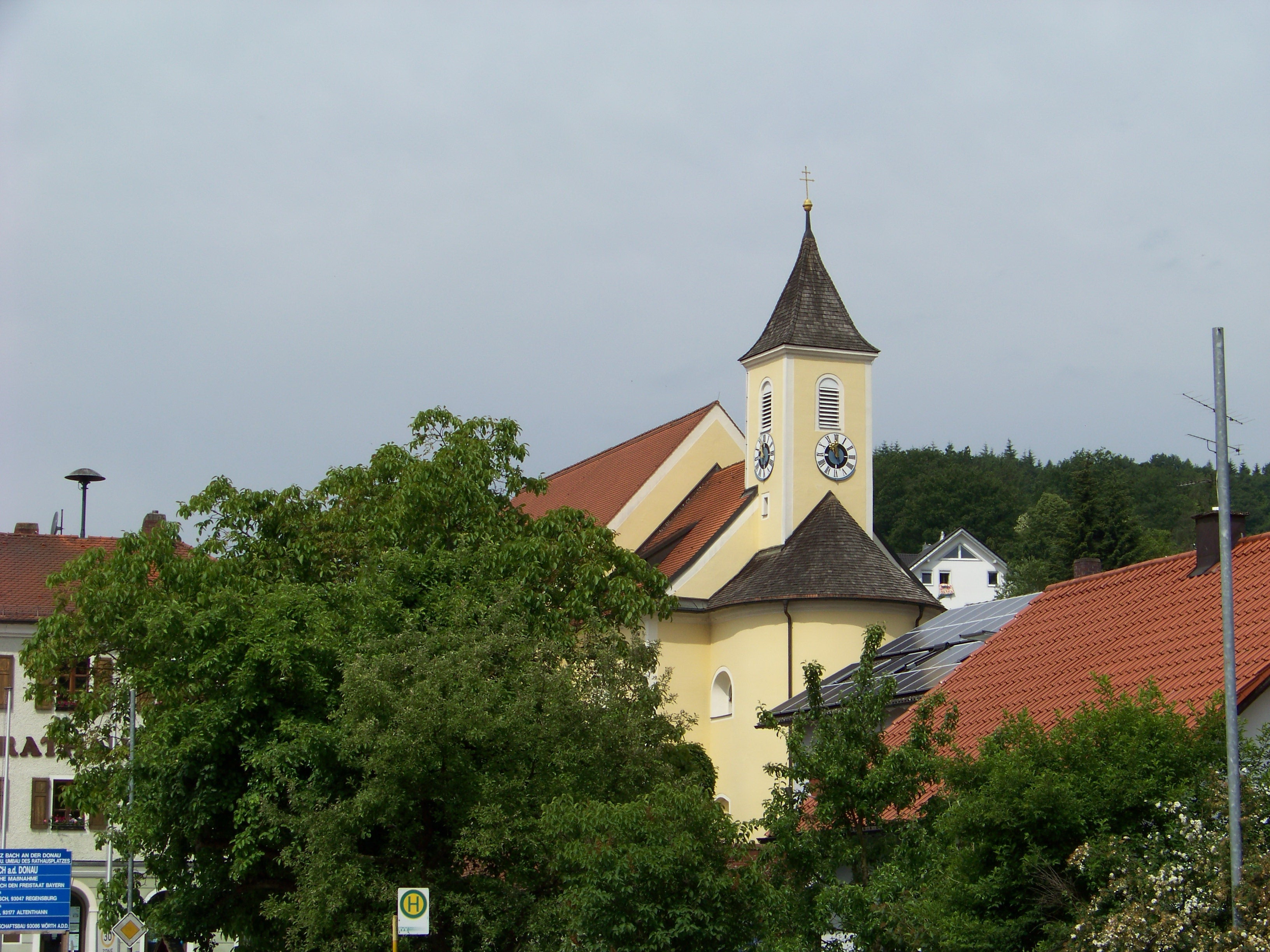
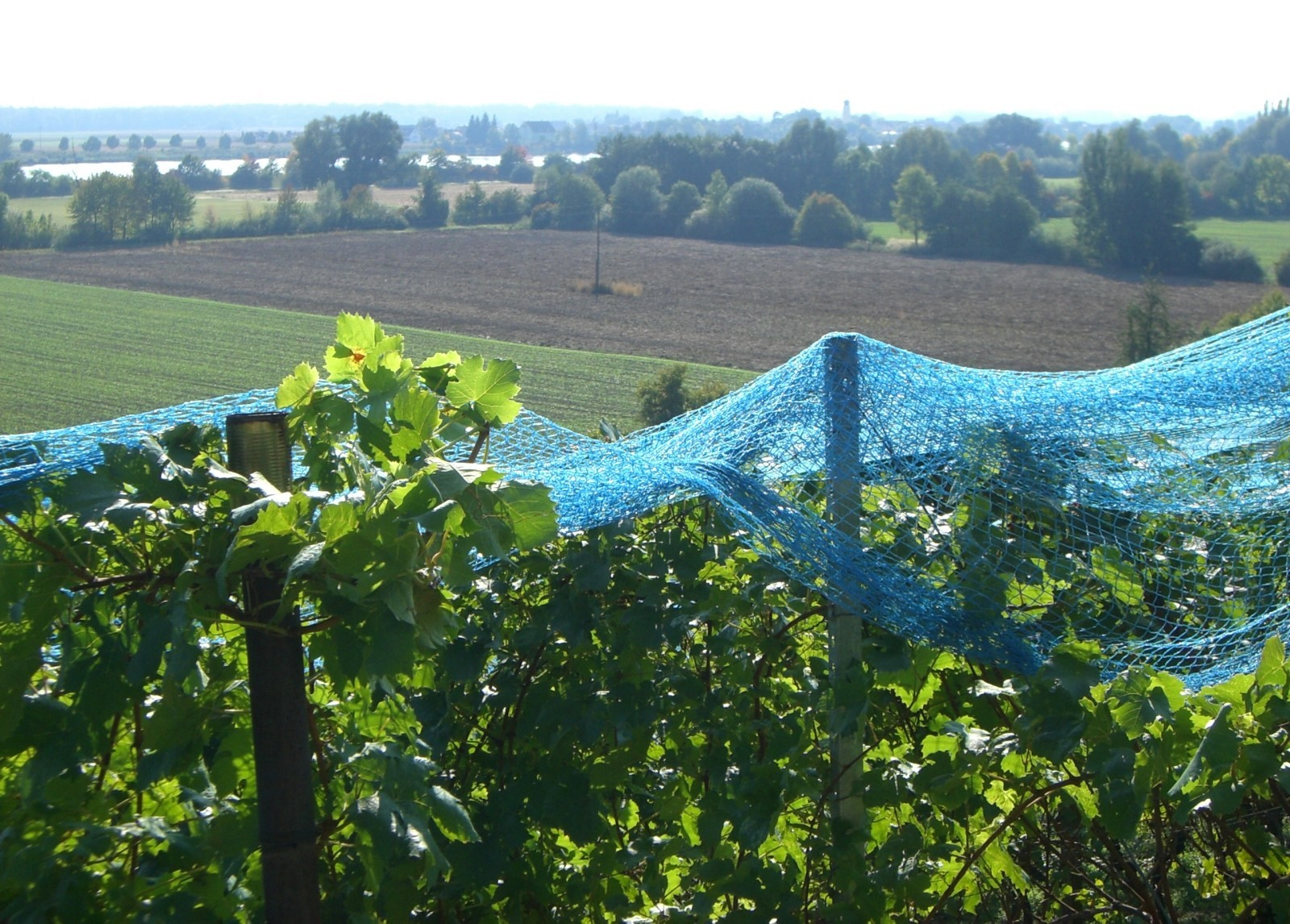
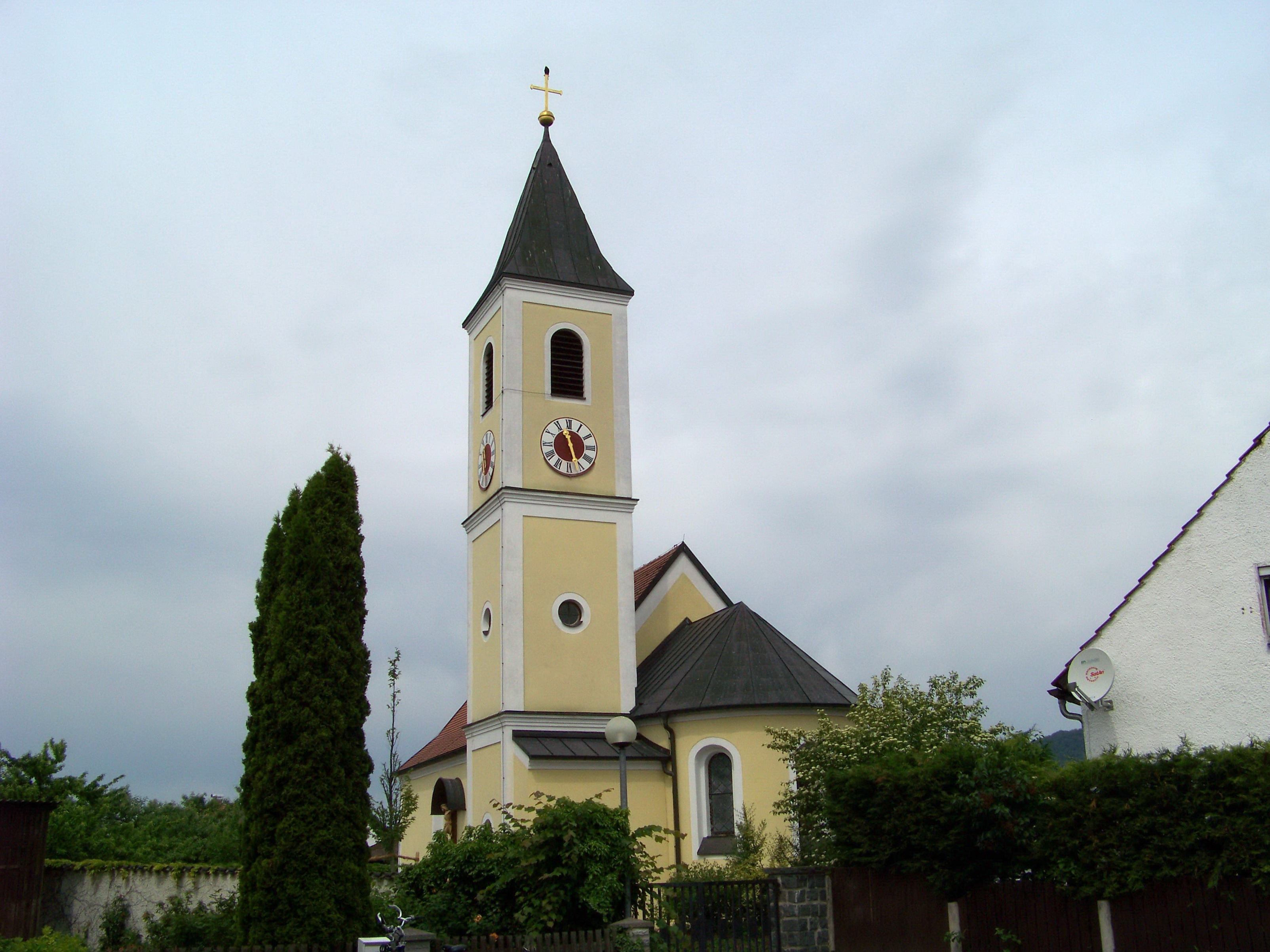
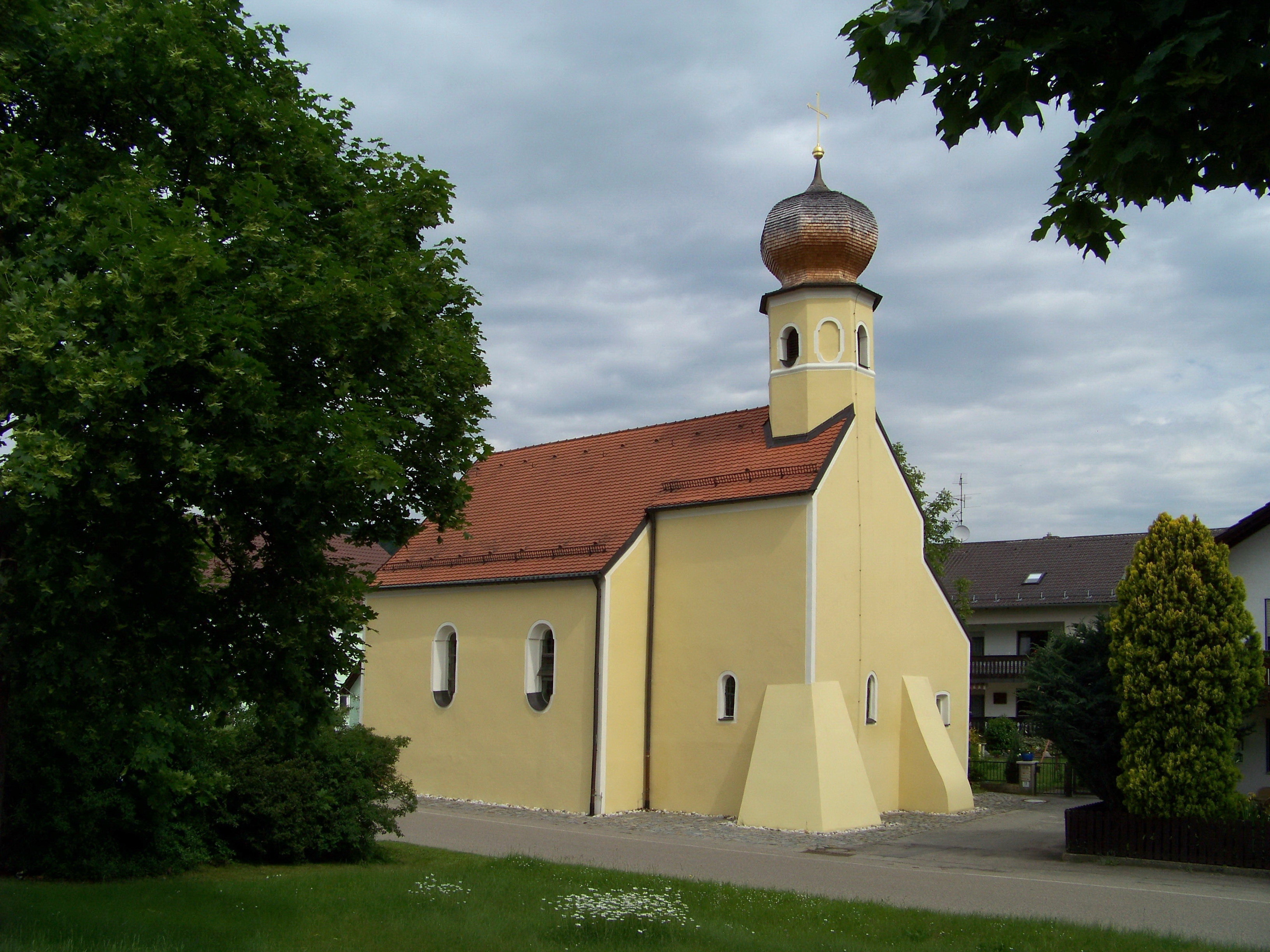
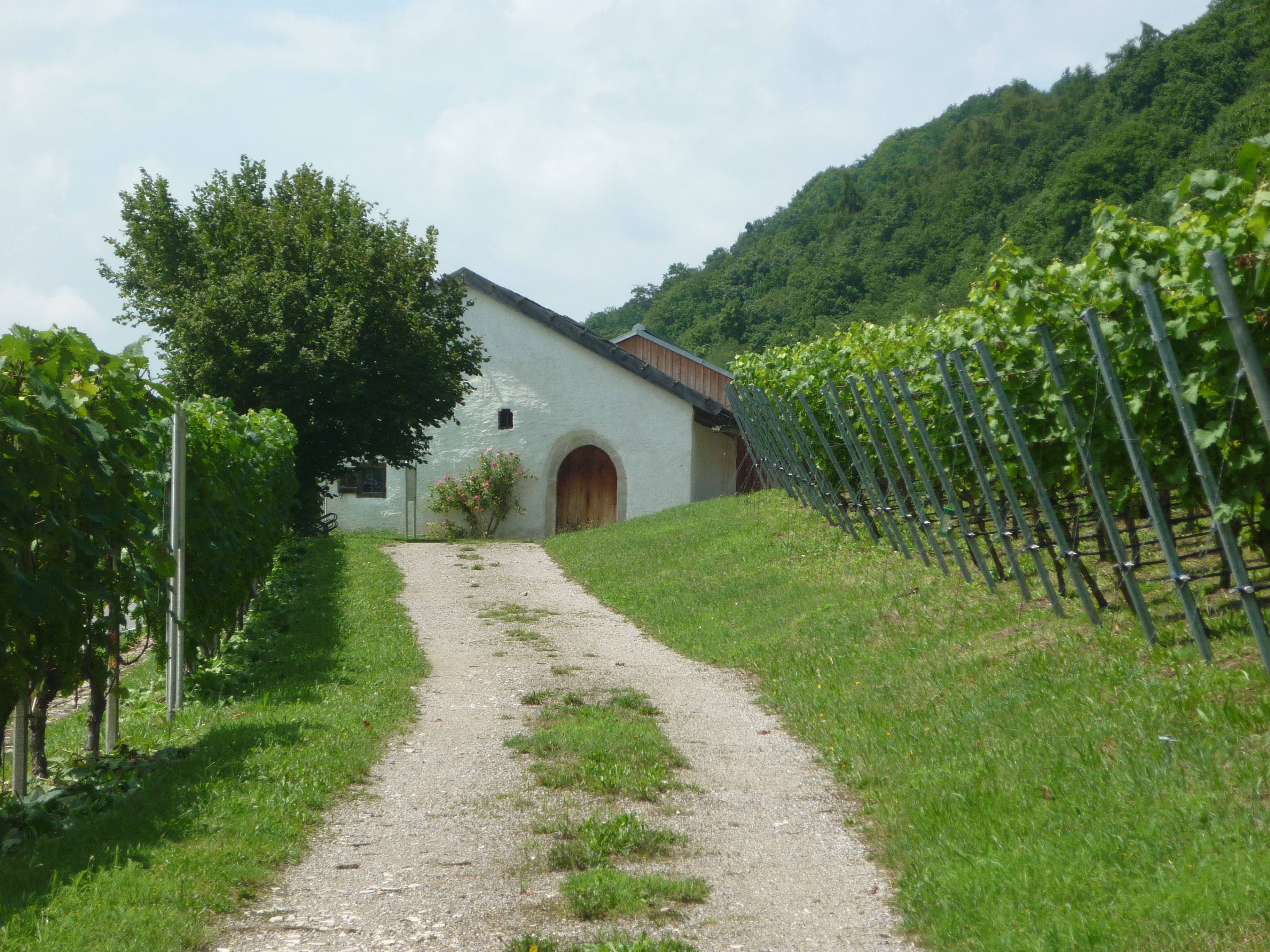
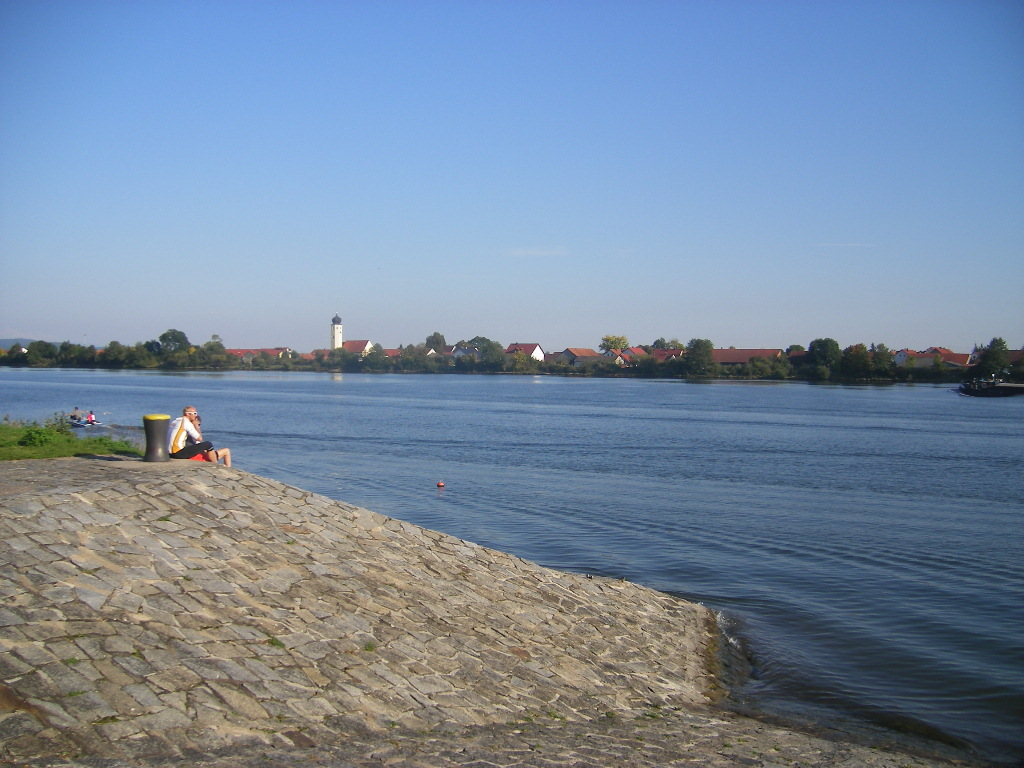